# Pandanus calathiphorus
Pandanus calathiphorus là một loài thực vật có hoa trong họ Dứa dại. Loài này được (Gaudich. ex Decne.) Balf.f. miêu tả khoa học đầu tiên năm 1878.